# Margarita Borja
Margarita Ramón Borja-Berenguer conocida como Margarita Borja (Alicante, 1942) es una poeta y dramaturga feminista española. Es autora y directora de teatro, productora y gestora cultural. En 1992 fundó el Teatro de las Sorámbulas. Impulsó en 1996 y coordinó hasta 2013 el Encuentro de Mujeres de Iberoamérica en las artes escénicas en el Festival Internacional de Teatro de Cádiz. Ha escrito una decena de obras teatrales.  

## Trayectoria profesional
En 1992 fundó el Teatro de las Sorámbulas un grupo creado por feministas de varias generaciones y profesionales del teatro, la música y la plástica que desde entonces dirige. En 1993 debutó en el teatro con Helénica, poemas para El Público, su primera producción, en la que recuperó pasajes y sugerencias de El público, de García Lorca. En el colage textual incluyó también el poema de José María Parreño "Último yo".  La obra se estrenó en el Círculo de Bellas Artes de Madrid, recorrió distintas ciudades españolas y se representó en el primer Simposio / Festival “Un Escenario Propio”, celebrado en Cincinnati, Ohio (Oct. 1994).
En 1995 con Almas y Jardines y en el 2000 con Las Flores del Yodo siguió utilizando la poesía como fuente de textura dramática.
En 1999 dirigió el proyecto: Reescrituras sobre un paisaje a partir de Eurípides, realizado en la Isla de Tabarca por encargo del XIV Festival Internacional de Música Contemporánea.
En el año 2000 en la clausura del Congreso Internacional de Mujeres Poetas de Barcelona presentó "Las Flores del Yodo" un homenaje 34 poetisas del siglo XX:  Anna Ajmátova, Angela Figuera Aymerich, Ingeborg Bachmann, Wilsava Szymborska, Carolyn Forché, Sharon Olds, Grace Nichols, Teresa Espasa, Martha Tikkanen, Idea Vilariño, Neus Aguado, Cristina Peri Rossi, Noni Benegas, Juana Castro, Ana Rossetti, Maria Mercé Marçal, Alejandra Pizarnik, Aurora Luque, Juana de Ibarbourou, Chantal Maillard, María Negroni, Elsa López, Olga Lucas, Olvido García Valdés, Nicole Brossard, Cocha García, María Cinta Montagut, Luisa Castro, Guadalupe Grande, Esther Zarraluqui, Eli Tolaretxipi, Chus Pato y la propia Margarita Borja. 
De 2003 a 2006  Oratorio del cubo. 
De 2005 a 2008 creó Olimpia o la pasión de existir y la opereta de la cruel Louisette, en coautoría con Diana Raznovich. 
En 2007 dirigió en el Congreso de Diputados la lectura dramatizada Clara Campoamor y los debates del voto femenino en 1931, un trabajo que mereció el Premio Ana Tutor 2008.

## Derechos de las mujeres
En su obra y su práctica cotidiana Margarita Borja se ha posicionado en defensa de los derechos de las mujeres y como activista feminista. En 2009 fue cofundadora de la asociación Clásicas y Modernas asociación para la igualdad de género en la cultura, organización de la que es vicepresidenta.

En su autobiografía Un teatro político de razón poética, Borja explica:
La reina Hécuba en La Ilíada alecciona a su hijo Héctor instándole a colaborar en las tareas domésticas considerándolas equiparables en importancia al objetivo de ganar la guerra ¿Cuantos millones de oídos sordos por siglo ante llamadas al buen sentido del reparto de tareas en la convivencia podrían contabilizarse? ¿Como habría sido el devenir histórico y nuestra vida en él, si la socializadora Hécuba hubiera triunfado? En la vida real, en que es necesario mantener un activismo feminista en un sistema democrático que, a cada tanto, se asoma a bordes de vulnerabilidad serveros, vigilo las emociones dramáticas que desencadenan este tipo de hallazgos. 
En conferencias y debates denuncia la desigualdad entre hombres y mujeres en las artes escénicas. En 2016 participó en el ciclo de conferencias ciclo Ni ellas musas ni ellos genios analizando las figuras de María Lejárraga y Gregorio Martínez Sierra.

## Poesía y teatro
Entre las lecturas que asentaron genealogía en su pensamiento poético Margarita Borja reconoce a la griega Corina, a la cordobesa al-Andalusí Nazhūn bint al-Qalā'iyya, a Juan de la Cruz, Lorca, Emily Dickinson, T.S. Eliot, Adrienne Rich, Verónica Forrest Thomson, Anna Ajmátova, Wisława Szymborska, Marosa de Giorgio y Margaret Atwood.
 

Se plantea la elaboración de la estructura del espectáculo como de un "tejido", gracias al cual cabe una multiplicidad de direcciones de lectura y un respeto mayor a la autonomía de los elementos ligados.  
Al proponer como punto de partida para la creación escénica un texto poético, Margarita Borja está reivindicando la herencia del modelo de escritura escénica asociado al teatro español más vanguardista. Éste fue, ante todo, un teatro poético, un teatro que se revelaba contra la zafiedad del costumbrismo y del realismo de cartón piedra que dominaba lo escenarios españoles de los años veinte y treinta y propugnaba la creación de un universo irreal sobre la escena, señala el  Señala el investigador y docente José A. Sánchez. En su primera producción, Helénica, Margarita Borja recuperaba directamente pasajes y sugerencias de El público, de García Lorca. Y en Almas y jardines  la poesía es el instrumento con el cual las Sorámbulas indagaron formas de lo escénico que permitan la superación de la esterilidad y la incapacidad comunicativa que caracterizan el teatro de nuestros días añade Sánchez.

## Obras
- “Helénica, poemas para El Público”  ANTHROPOS, en coedición con el Instituto de Cultura Juan Gil Albert (marzo, 96).
- Hécuba: nómos y música de las ciudadanas. Libreto de Margarita Borja según Eurípides, Martha C. Nussbaum y textos propios.
- Olimpia o La pasión de existir. Finalista en el X Certamen de Teatro para directoras de escena 2007.[12]

## Publicaciones
- Hécuba, nomos y música de las ciudadanías. Argumentos y debate para una reescritura escénica. (1998) La Balsa de la Medusa,  0214-9982, N.º 48, págs. 101-130
- Cuerpo y palabra en el espacio: reescribir la ciudadanía de Hécuba y Las Troyanas (desde una visión escénica contemporánea) Dossiers feministes,  1139-1219, N.º 4, (2000) (Ejemplar dedicado a: Platós i platees: dones i violència als espais cinematogràfic i escènic), págs. 49-62
- Las flores del yodo (2001) poemas escogidos para una puesta en escena, edición al cuidado de Margarita Borja.
- Un teatro político de razón poética. en Anales de la literatura española contemporánea. (2011) Vol. 36, No. 2, Drama/Theatre , pp. 445-465[8]
- Resignificar el concepto de lo humano siendo mujer. Los cuadernos de la dramaturga (2011)  2174-3927, N.º. 1, págs. 27-30
- Olimpia de Gouges o la pasión de existir: obra de teatro y ensayos de VV.AA. (2011)
- Pájaro senegalés en Enésima Hoja, antología de Cuadernos del Laberinto.
- Oratorio del cubo poemas ed. bilingüe castellano-galega (2013)